# Notre-Dame-du-Pé
Notre-Dame-du-Pé est une commune française, située dans le département de la Sarthe en région Pays de la Loire, peuplée de 707 habitants (les Pépéens).
La commune fait partie de la province historique de l'Anjou (Baugeois).

## Géographie
La commune est située dans le sud-ouest du département de la Sarthe, dans la région du Maine angevin.
| Précigné, Morannes (Maine-et-Loire)                  | Précigné                  | Précigné                |
| Morannes (Maine-et-Loire)                            | Notre-Dame-du-Pé          | La Chapelle-d'Aligné    |
| Morannes (Maine-et-Loire), Daumeray (Maine-et-Loire) | Daumeray (Maine-et-Loire) | Durtal (Maine-et-Loire) |

### Climat
Pour des articles plus généraux, voir Climat des Pays de la Loire et Climat de la Sarthe.
En 2010, le climat de la commune est de type climat océanique altéré, selon une étude du CNRS s'appuyant sur une série de données couvrant la période 1971-2000. En 2020, Météo-France publie une typologie des climats de la France métropolitaine dans laquelle la commune est exposée à un climat océanique et est dans la région climatique  Moyenne vallée de la Loire, caractérisée par une bonne insolation (1 850 h/an) et un été peu pluvieux. 
Pour la période 1971-2000, la température annuelle moyenne est de 11,6 °C, avec une amplitude thermique annuelle de 14,4 °C. Le cumul annuel moyen de précipitations est de 691 mm, avec 11,6 jours de précipitations en janvier et 6,5 jours en juillet. Pour la période 1991-2020, la température moyenne annuelle observée sur la station météorologique de Météo-France la plus proche, sur la commune de Montreuil-sur-Loir à 15 km à vol d'oiseau, est de 12,3 °C et le cumul annuel moyen de précipitations est de 697,3 mm,. Pour l'avenir, les paramètres climatiques de la commune estimés pour 2050 selon différents scénarios d'émission de gaz à effet de serre sont consultables sur un site dédié publié par Météo-France en novembre 2022.

## Urbanisme

### Typologie
Au 1er janvier 2024, Notre-Dame-du-Pé est catégorisée commune rurale à habitat dispersé, selon la nouvelle grille communale de densité à sept niveaux définie par l'Insee en 2022.
Elle est située hors unité urbaine. Par ailleurs la commune fait partie de l'aire d'attraction de Sablé-sur-Sarthe, dont elle est une commune de la couronne,. Cette aire, qui regroupe 39 communes, est catégorisée dans les aires de moins de 50 000 habitants,.

### Occupation des sols
L'occupation des sols de la commune, telle qu'elle ressort de la base de données européenne d’occupation biophysique des sols Corine Land Cover (CLC), est marquée par l'importance des territoires agricoles (83 % en 2018), en diminution par rapport à 1990 (88,8 %). La répartition détaillée en 2018 est la suivante : 
prairies (42,4 %), terres arables (28,6 %), zones agricoles hétérogènes (12 %), forêts (10,3 %), zones urbanisées (5,9 %), eaux continentales (0,9 %). L'évolution de l’occupation des sols de la commune et de ses infrastructures peut être observée sur les différentes représentations cartographiques du territoire : la carte de Cassini (XVIIIe siècle), la carte d'état-major (1820-1866) et les cartes ou photos aériennes de l'IGN pour la période actuelle (1950 à aujourd'hui).

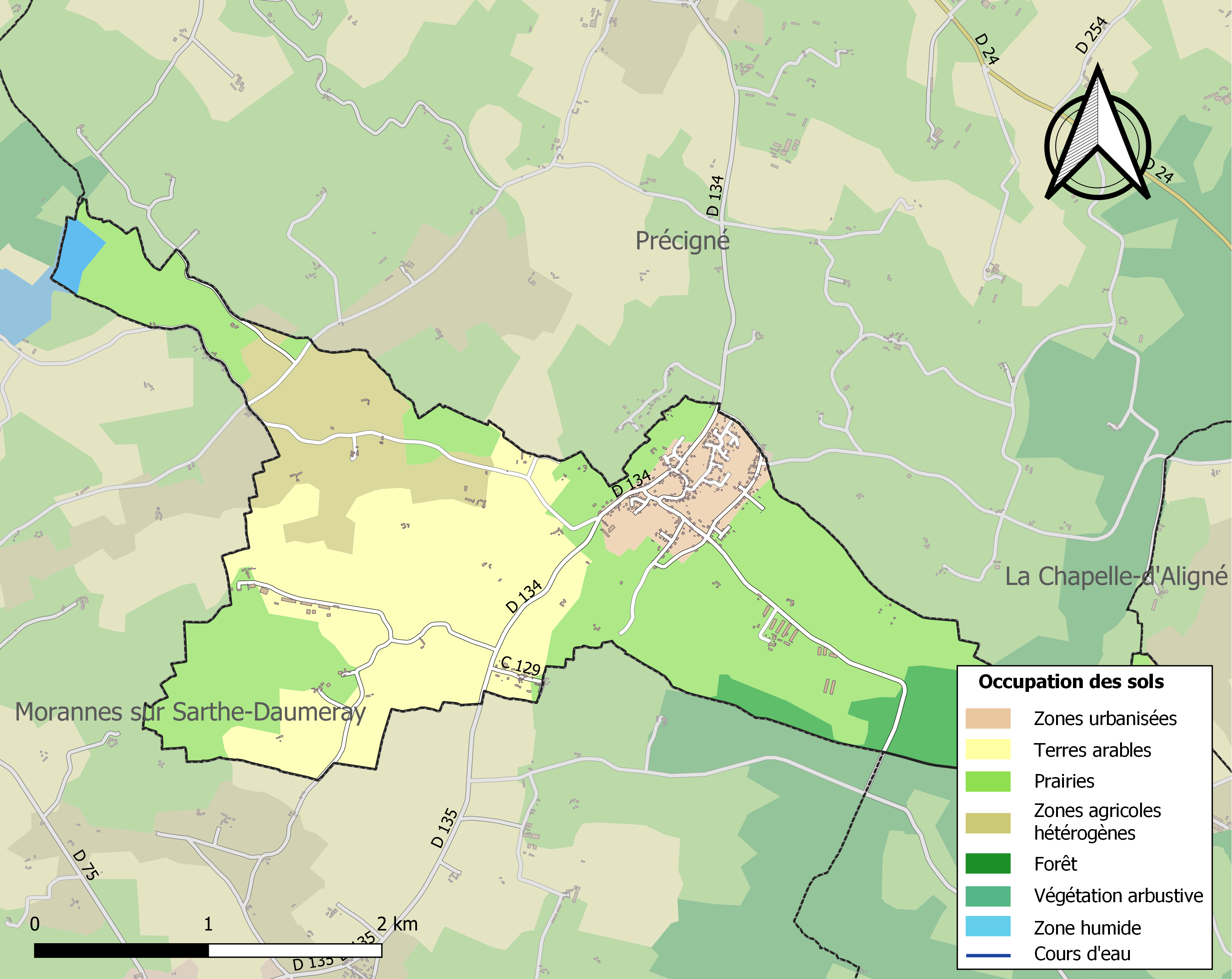
Carte des infrastructures et de l'occupation des sols de la commune en 2018 (CLC).

## Toponymie
Notre-Dame-du-Pé, de Podio en 1116, Notre-Dame-du-Puy en 1410 : le toponyme Pé, issu du latin podium et évoquant un lieu élevé, est à rapprocher des Le Puy, Pech, Pey… La paroisse est dédiée à la Vierge Marie.

## Histoire
Notre-Dame-du-Pé partagea son histoire avec l'Anjou. Elle fait partie aujourd'hui du Maine angevin.
Au Moyen Âge, la paroisse faisait partie de la sénéchaussée angevine de La Flèche. Sous l'Ancien Régime, la commune était rattachée au pays d'élection de La Flèche.
Lors de la Révolution française, la commune fut, comme toutes celles de la sénéchaussée de La Flèche, rattachée au nouveau département de la Sarthe. En 1801, lors du concordat, la paroisse fut détachée du diocèse d'Angers pour celui du Mans.

## Politique et administration

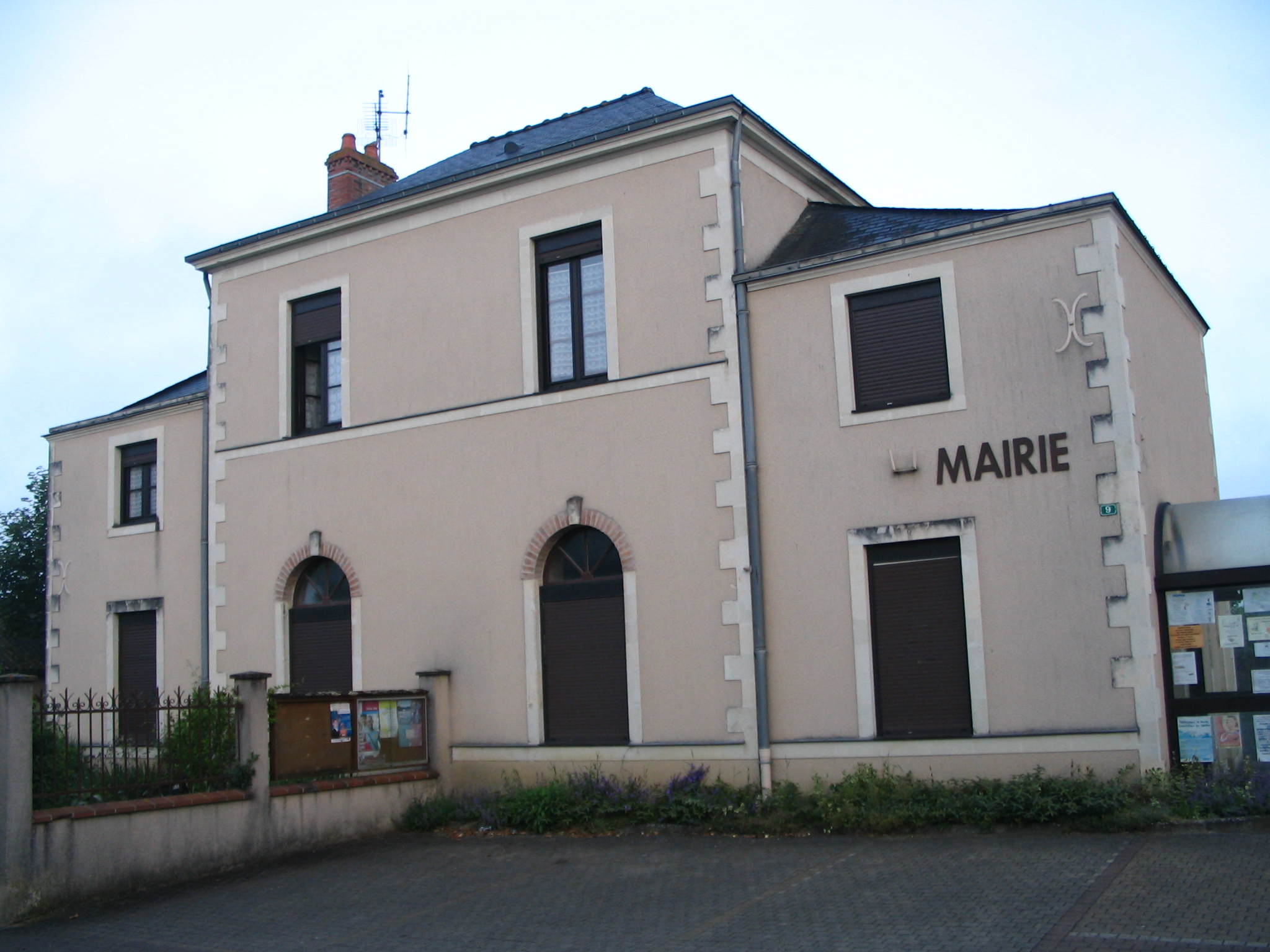
La mairie.

Le conseil municipal est composé de quinze membres dont le maire et trois adjoints.

## Démographie
L'évolution du nombre d'habitants est connue à travers les recensements de la population effectués dans la commune depuis 1793. Pour les communes de moins de 10 000 habitants, une enquête de recensement portant sur toute la population est réalisée tous les cinq ans, les populations de référence des années intermédiaires étant quant à elles estimées par interpolation ou extrapolation. Pour la commune, le premier recensement exhaustif entrant dans le cadre du nouveau dispositif a été réalisé en 2006.
En 2022, la commune comptait 707 habitants, en évolution de +10,99 % par rapport à 2016 (Sarthe : −0,25 %, France hors Mayotte : +2,11 %).
Notre-Dame-du-Pé a compté jusqu'à 418 habitants en 1821.
| 1793 | 1800 | 1806 | 1821 | 1831 | 1836 | 1841 | 1846 | 1851 |
| ---- | ---- | ---- | ---- | ---- | ---- | ---- | ---- | ---- |
| 352  | 312  | 389  | 418  | 406  | 394  | 369  | 364  | 362  |

| 1856 | 1861 | 1866 | 1872 | 1876 | 1881 | 1886 | 1891 | 1896 |
| ---- | ---- | ---- | ---- | ---- | ---- | ---- | ---- | ---- |
| 350  | 330  | 351  | 330  | 331  | 318  | 301  | 304  | 316  |

| 1901 | 1906 | 1911 | 1921 | 1926 | 1931 | 1936 | 1946 | 1954 |
| ---- | ---- | ---- | ---- | ---- | ---- | ---- | ---- | ---- |
| 296  | 303  | 296  | 270  | 263  | 268  | 268  | 264  | 274  |

| 1962 | 1968 | 1975 | 1982 | 1990 | 1999 | 2006 | 2011 | 2016 |
| ---- | ---- | ---- | ---- | ---- | ---- | ---- | ---- | ---- |
| 244  | 205  | 185  | 182  | 238  | 313  | 483  | 604  | 637  |

| 2021 | 2022 | - | - | - | - | - | - | - |
| ---- | ---- | - | - | - | - | - | - | - |
| 690  | 707  | - | - | - | - | - | - | - |

## Lieux et monuments
- Église Notre-Dame du XIe ou XIIe siècle, remaniée au XIXe.
- Château de la Motte, du XIXe siècle.

## Personnalités liées
- Louis Rouget (1817 à Notre-Dame-du-Pé - 1858), braconnier, condamné aux travaux forcés pour l'agression de gendarmes, il meurt à Cayenne. Louis Oury en fait le sujet d'un roman en 1984 (Rouget le braconnier).